# Der Bozen-Krimi: Wer ohne Spuren geht
Wer ohne Spuren geht ist ein deutscher Kriminalfilm von Marcus Ulbricht aus dem Jahr 2015 und der erste Film der ARD-Kriminalfilmreihe Der Bozen-Krimi. 
Die ARD führte bei der Erstausstrahlung des Krimis aus: „Dunkle Geheimnisse und ein katastrophaler Neuanfang in Südtirol: Chiara Schoras stolpert als fremdelnde Kommissarin in ein Abenteuer, das sie sich gerne erspart hätte. Vor dem atemberaubenden Hintergrund der Dolomiten prallen italienische Lebensart und deutsche Mentalität aufeinander. Mit High-Tech-Ermittlungsmethoden dringt die Großstadtermittlerin in ein Gespinst aus familiären Verstrickungen und undurchsichtigen Verbindungen einer archaischen Gesellschaft ein: Damit steckt Regisseur Marcus Ulbricht einen Rahmen ab, der im deutschen Fernsehkrimi seinesgleichen sucht. Der stimmungsvolle Alpenkrimi entstand im Sextental und in Bozen.“

## Handlung
Die deutsche Kriminalkommissarin Sonja Schwarz hat das Angebot ausgeschlagen, in Frankfurt die Leitung der Mordkommission zu übernehmen, um ihrem Mann Thomas zuliebe mit ihm und dessen Tochter Laura in dessen Südtiroler Heimat zu ziehen. Kaum ist sie in Bozen angekommen, wird sie auch schon in eine wilde Verfolgungsjagd verwickelt, die mit einer Schießerei und dem Fund eines Skeletts endet. Auf dem Weingut, das von Thomas Ex-Schwiegermutter Katharina Matheiner geführt wird, ist der Empfang frostig, da Katharina den Tod ihrer Tochter nicht verwinden kann und sich schwer damit tut, Sonja nun an der Seite ihres Schwiegersohns zu sehen. Es stellt sich nicht nur heraus, dass das Weingut überschuldet ist, auch die von Katharina gegen Sonja abgeschossenen Giftpfeile verfehlen ihre Wirkung auf Dauer nicht, sodass die Kommissarin, die die neuen Kollegen nur mit „Frau Commissario“ betiteln, erst einmal in ein Hotel flüchtet.
Kopfzerbrechen bereitet der Kommissarin vor allem, dass das aufgefundene Skelett von einer jungen Frau stammt, die bereits seit zehn Jahren vermisst wird. Im Laufe der Ermittlungen deuten Indizien darauf hin, dass Sonjas Mann Thomas in den Fall verwickelt ist. Die Kommissarin glaubt ihm zwar, dass er mit dem Mord an der Frau nichts zu tun hat, kann jedoch nicht verstehen, dass er sie über einige Dinge nicht sogleich aufgeklärt hat. Ein am Fundort des Skeletts gesichertes Amulett könnte eventuell in der Sache weiterführen. Es stellt sich heraus, dass es sich bei der Toten um die seinerzeit 15-jährige Evelin Kronstadt handelt. Sie ist durch einen Stich mitten ins Herz getötet worden. Evelins Mutter Martina meint, dass Sonjas Mann Thomas zur selben Zeit verschwunden sei wie ihre Tochter. Anton Burger, der dafür gesorgt hat, dass Sonja Schwarz die Stelle in Meran antreten konnte, erzählt ihr, dass es damals das Gerücht gegeben habe, dass Evelin in Thomas Schwarz verliebt gewesen sei. Das gleiche Medaillon präsentiert Thomas Tochter Laura wenig später Sonja. Sie meint, ihre Großmutter habe es ihr geschenkt, es habe ihrer Mutter gehört. 
Ein weiterer Fall beschäftigt die Beamten, als ein Apotheker tot aufgefunden wird. Es gab offensichtlich einen Einbruch, bei dem Medikamente gestohlen wurden. Wie sich herausstellt, hängt das mit dem verfolgten Lieferwagen zusammen, aus dem Menschen, die aus Syrien stammen, geflohen waren. Der Fahrer des Wagens, Luca Tardelli, hat die Syrer illegal über die Grenze geschmuggelt und das ist nicht das erste Mal; er gehört einer Schleuserbande an. Der kleine Sohn einer der geflüchteten Familien benötigte wohl dringend Insulin, denn in dem zurückgelassenen Wagen wurde eine Tasche mit Insulinampullen gefunden. Da ein falsches Medikament entwendet wurde, befindet sich das Kind nun in Lebensgefahr. Im letzten Moment gelingt es den Beamten, die flüchtende Familie ausfindig zu machen und den Jungen in ärztliche Obhut zu geben, während seine Eltern festgenommen werden müssen.

## Produktion

### Produktionsnotizen
Der von Albolina Film und der JoJo Fim und Fernsehproduktion produzierte Film entstand in Zusammenarbeit mit der ARD Degeto Film. Die Vorlage für die Drehbücher bildet die Romanreihe des Autors Corrado Falcone. Die Reihenfolge der Bücher ist jedoch nicht mit den Filmen identisch und auch ein wenig gestraffter. Den Auftakt zu Sonja Schwarz’ privatem und beruflichen Werdegang bildet dort der Titel Herz-Jesu-Blut.

### Interview mit Chiara Schoras
Auf die Frage an Chiara Schoras, wie sie ihre Figur beschreiben würde, antwortete die Schauspielerin, Sonja Schwarz sei eine messerscharfe Beobachterin, die ihre analytischen Fähigkeiten als Profilerin nutze, um auch die kompliziertesten Fälle zu entwirren. Aber auch wenn sie ständig mit ihren Gedankenspielen beschäftigt sei und versuche, Licht ins Dunkel zu bringen, sei sie dennoch eine empathische und einfühlsame Person, der die Schicksale derer, denen sie begegne, nahe gehen würden. Auf die Frage, was sie dazu bewogen habe, die Rolle der Sonja anzunehmen, erwiderte Schoras, dass sie das konfliktreiche Konstrukt, das die Rolle ausmache, sofort interessant gefunden habe. Auch sei der Rhythmus auf 2000 Metern Höhe ein ganz anderer, da müsse man sich den Wetterbedingungen immer wieder anpassen. Faszinierend sei es, dass man sich in den Bergen so klein fühle, aber auch, dass man so verbunden mit der Natur sei und die Erde unter sich förmlich spüre.

## Rezeption

### Kritik
TV Spielfilm zeigte mit dem Daumen nach oben, gab für Action einen und für Spannung zwei von drei möglichen Punkten, und stellte fest: „Mysteriöse Verbrechen, private Probleme und etwas Espresso-Folklore im Schatten der Dolomiten, diese Zutaten vermengen sich hier nicht ganz widerstandsfrei zu einer Melange aus Heimatkrimi und Lady-‚Tatort‘. Das Aufeinanderprallen von urbaner Coolness und der ja nicht zu unterschätzenden Provinz ist o. k. inszeniert, wenn auch vorhersehbar. Großer Pluspunkt: Die Schoras hat Präsenz!“ Fazit: „Frau ‚Commissario‘ hat noch eine Chance verdient“.
Rainer Tittelbach von tittelbach.tv gab dem Film vier von sechs möglichen Sternen und fasste zusammen: „Dass italienische Lebensart und deutsche Mentalität sich auch in der ARD-Krimi-Reihe ‚Kripo Bozen‘ aneinander reiben, darf erwartet werden; doch wirkt dieser Culture-Clash in ‚Wer ohne Spuren geht‘ nie überzogen. Südtirol ist als Schauplatz mit deutschsprachigen Schauspielern authentischer als beispielsweise Brunettis Venedig oder Özakins Istanbul. Realistisch geerdet wird der Film von Marcus Ulbricht zudem von den privaten Geschichten, die nicht nur dadurch in den Vordergrund rücken, dass der Ehemann der Heldin in den Fall verstrickt sein könnte. Gut gecastet, mysteriös, rauhe Natur, ein gewagter Cliffhanger.“
Die Kurz-Bewertung durch den Filmdienst lautete folgendermaßen: „(Fernseh-)Krimi, angesiedelt im pittoresken Sextental in Bozen, der halbwegs routiniert Spannung und Urlaubsgefühle vereint. – Ab 14.“
Tilmann P. Gangloff befasste sich für evangelisch.de mit dem Film von Marcus Ulbricht und Jürgen Werner, einem der „vielbeschäftigtsten deutschen Krimiautoren“, der die neue Figur „gar nicht erst groß“ einführe, sondern „gleich in eine Verfolgungsjagd“ schicke. Der Ansatz der Reihe sei nicht uninteressant; „auch wenn Ulbricht der Einzige sein dürfte, den ‚Kripo Bozen‘ an ‚Fargo‘ erinner[e], den herausragenden Thriller der Brüder Coen, wie er damals im Pressematerial der ARD erzählt“ hatte. „Der vordergründige Fall mit dem toten Apotheker“ sei „zwar nicht weiter aufregend, die zweite Ebene dafür jedoch umso mehr, zumal die Suche nach dem Mörder des Mädchens offen endet und auf Fortsetzung angelegt ist.“ Auch „die Besetzung“ sei „treffend“. Das gelte „vor allem für Chiara Schoras, die vor allem das Gefühl der Entwurzelung sehr glaubwürdig vermittel[e]. Besonders gelungen [sei] ihr furchtbares Italienisch, dabei [spreche] sie die Sprache als Tochter einer Italienerin fließend“.

### Einschaltquote
Bei seiner Erstausstrahlung am 29. Januar 2015 schalteten 5,16 Millionen Zuschauer den Film ein, was einem Marktanteil von 15,8 Prozent entsprach.